# Platysaurus monotropis
Espèce
Statut de conservation UICN

 NT  : Quasi menacé
Platysaurus monotropis est une espèce de sauriens de la famille des Cordylidae.

## Répartition
Cette espèce est endémique du Limpopo en Afrique du Sud.

## Publication originale
- Jacobsen, 1994 : The Platysaurus intermedius complex (Sauria: Cordylidae) in the Transvaal, South Africa, with descriptions of three new taxa. South African Journal of Zoology, vol. 29, n. 2, p. 132-143 (texte intégral).